# Pehr Christian Libert Lovén
Pehr Christian Libert Lovén, född 25 april 1841 i Vemmenhög, död 5 juni 1924, var en svensk militär. Han var son till Nils Lovén och far till Christian Lovén.
Lovén blev student vid Lunds universitet 1859, underlöjtnant vid Vendes artilleriregemente 1861, vid Andra livgardet 1864, löjtnant 1868, kapten 1879, major 1888 och överstelöjtnant 1891. Han var överste och sekundchef vid regementet 1896–1901. Lovén var ledamot av Stockholms stadsfullmäktige 1900–1906, styrelseledamot i Kungliga Musikaliska Akademien 1902–1921, vice preses där 1908–1915. Han var amatörsångare (tenor) och medlem av Nya harmoniska sällskapet och stormästare i Par Bricole 1901–1909. Lovén invaldes som ledamot 504 av Kungliga Musikaliska Akademien den 29 november 1900. Han blev riddare av Svärdsorden 1885, kommendör av andra klassen av samma orden 1899 och kommendör av första klassen 1903.